# See, Tyrolen
See är en ort och kommun i distriktet Landeck i förbundslandet Tyrolen i Österrike.